# Polirhabdotos inclusum
Polirhabdotos inclusum är en mossdjursart som först beskrevs av Campbell Easter Waters 1904.  Polirhabdotos inclusum ingår i släktet Polirhabdotos och familjen Metrarabdotosidae. Inga underarter finns listade i Catalogue of Life.